# Дубоссарский район (Молдавская ССР)
Дубосса́рский райо́н — административно-территориальная единица Молдавской ССР.

## История
Дубоссарский район образован одновременно с созданием Молдавской АССР в составе Украинской ССР — 12 октября 1924 года.
2 августа 1940 года район вошёл в состав Молдавской ССР как район прямого республиканского подчинения, не входящий в состав уездов МССР.
В 1941—1944 годах район находился под румынской оккупацией и входил в состав губернаторства Транснистрия.
На фронтах Великой Отечественной войны из Дубоссарского района погибло 2732 человека (каждый второй призывник). Освобождая Дубоссарский район, погибло 4589 воинов Красной Армии. Ущерб, нанесённый в годы войны Дубоссарскому району, составил 176,5 млн рублей. Для ликвидации тяжёлых последствий войны Дубоссарский район получил огромную помощь от государства: семенную ссуду, продовольственное и фуражное зерно, трактора, крупный рогатый скот, овец, лошадей и др. В первую послевоенную пятилетку в районе были восстановлены все колхозы и предприятия.
С 31 января 1952 года по 15 июня 1953 года Дубоссарский район вместе с рядом других районов входил в Тираспольский округ. После ликвидации окружного деления район вновь перешёл в непосредственное республиканское подчинение.
3 июня 1958 года в связи с укрупнением районов Молдавии, в состав Дубоссарского района включена территория упраздняемого Григориопольского района, а 30 марта 1962 года — часть территории упразднённого Криулянского района.
25 декабря 1962 года с Дубоссарским районом объединён Рыбницкий район, однако уже через 2 года (23 декабря 1964 года) Рыбницкий район был снова восстановлен в самостоятельную единицу.
21 июня 1971 года был восстановлен Григориопольский район, куда из Дубоссарского района были переданы все сельсоветы, ранее принадлежавшие Григориопольский району. В свою очередь, в состав Дубоссарского района переданы три сельсовета из соседних правобережных районов.

### В Приднестровском конфликте
В 1991 году, после выхода Молдавии из СССР и объявления ею независимости, власти левобережных районов бывшей МССР, объявили себя независимой Приднестровской Молдавской Республикой. Однако, мнение жителей Дубоссарского района разделилось по вопросу территориальной принадлежности. После непродолжительного Приднестровского конфликта и последующего референдума, часть сёл перешли под управление администрации Молдавии, а часть осталась в ПМР. Таким образом де-факто образовались два Дубоссарских района — в Молдавии и в ПМР.

## Население
По данным Всесоюзной переписи населения 1989 года населения района составляло 78 100 (из них 35 500 — жители города Дубоссары). Этнический состав: 53 300 молдаван (68,2 %), 13 300 украинцев (17, 1 %), 9 700 русских (12,4 %). В деревнях процент молдавского населения составлял 88,9 %, в городе Дубоссары — 43,4 %.